# Светлый лик смерти
«Све́тлый лик сме́рти» — детективный роман Александры Марининой, вышедший в 1996 году.

## Название
Илья Овчинников в статье «Маятник Марининой» иронизировал по поводу названия «дело даже не только помпезных и почти одинаковых заглавиях — они редко удавались Марининой (попробуйте-ка не спутать „Смерть ради смерти“ и „Светлый лик смерти“)». Э. Н. Герасименко рассматривает название этого романа как оксюморон, стилистическое средство, помогающее автору реализовать творческую задачу: «Конец текста заставляет читателя вернуться к заглавию и осознать насколько были верны его первоначальные предположения, насколько оправдались его ожидания.» В. Д. Черняк и М. А. Черняк пишут, что «языковые предпочтения современной языковой личности, связаны с психологическим статусом слова, с его восприятием. Ключевые слова заглавий четко соотносятся с актуальными для соответствующего жанра концептуальными полями» и приводят в пример «Светлый лик смерти».

## Аннотация
На городской свалке найден труп молодой красавицы Милы Широковой. Убитая обладала неуёмным сексуальным аппетитом. Задержан последний партнёр Милы, однако события принимают непредсказуемый оборот. Анастасия Каменская расследует преступление.

## О персонажах
«В детективах А. Марининой женские персонажи превосходят мужские не только числом, но и разнообразием характеров. В произведениях Марининой женщина не столько страдательная сторона, не столько жертва, сколько активный субъект, организующий обстоятельства, а не подчиняющийся им. Таковы образы „преступниц“ Киры Левченко („Шестёрки умирают первыми“), Натальи Цукановой („Светлый лик смерти“), Регины („Игра на чужом поле“), Софьи Илларионовны („Имя потерпевшего никто“) и т. д.»

## Экранизация
По роману снята одна из серий телесериала «Каменская» под названием «Тень прошлого», которая входит в 4 сезон.